# Макрори (Арканзас)
Макрори (енгл. McCrory) град је у америчкој савезној држави Арканзас.

## Демографија
По попису из 2010. године број становника је 1.729, што је 121 (-6,5%) становника мање него 2000. године.
| Група             | 2000.         | 2010.         |
| Белци             | 1.456 (78,7%) | 1.398 (80,9%) |
| Афроамериканци    | 350 (18,9%)   | 292 (16,9%)   |
| Азијати           | 2 (0,1%)      | 0 (0,0%)      |
| Хиспаноамериканци | 17 (0,9%)     | 18 (1,0%)     |
| Укупно            | 1.850         | 1.729         |